# Sons-et-Ronchères
Sons-et-Ronchères ist eine französische Gemeinde mit 207 Einwohnern (Stand: 1. Januar 2022) im Département Aisne der Region Hauts-de-France (bis 2015: Picardie). Sie gehört zum Arrondissement Laon, zum Kanton Marle und zum Gemeindeverband Pays de la Serre.

## Lage
Die Gemeinde Sons-et-Ronchères liegt in der Thiérache, 26 Kilometer ostsüdöstlich von Saint-Quentin. Umgeben wird Sons-et-Ronchères von den Nachbargemeinden Housset im Norden, Châtillon-lès-Sons im Osten, Bois-lès-Pargny im Süden sowie Monceau-le-Neuf-et-Faucouzy im Westen.

## Bevölkerungsentwicklung
| Jahr                       | 1962 | 1968 | 1975 | 1982 | 1990 | 1999 | 2006 | 2015 | 2022 |
| -------------------------- | ---- | ---- | ---- | ---- | ---- | ---- | ---- | ---- | ---- |
| Einwohner                  | 306  | 260  | 239  | 218  | 253  | 236  | 229  | 234  | 207  |
| Quellen: Cassini und INSEE |      |      |      |      |      |      |      |      |      |

## Sehenswürdigkeiten

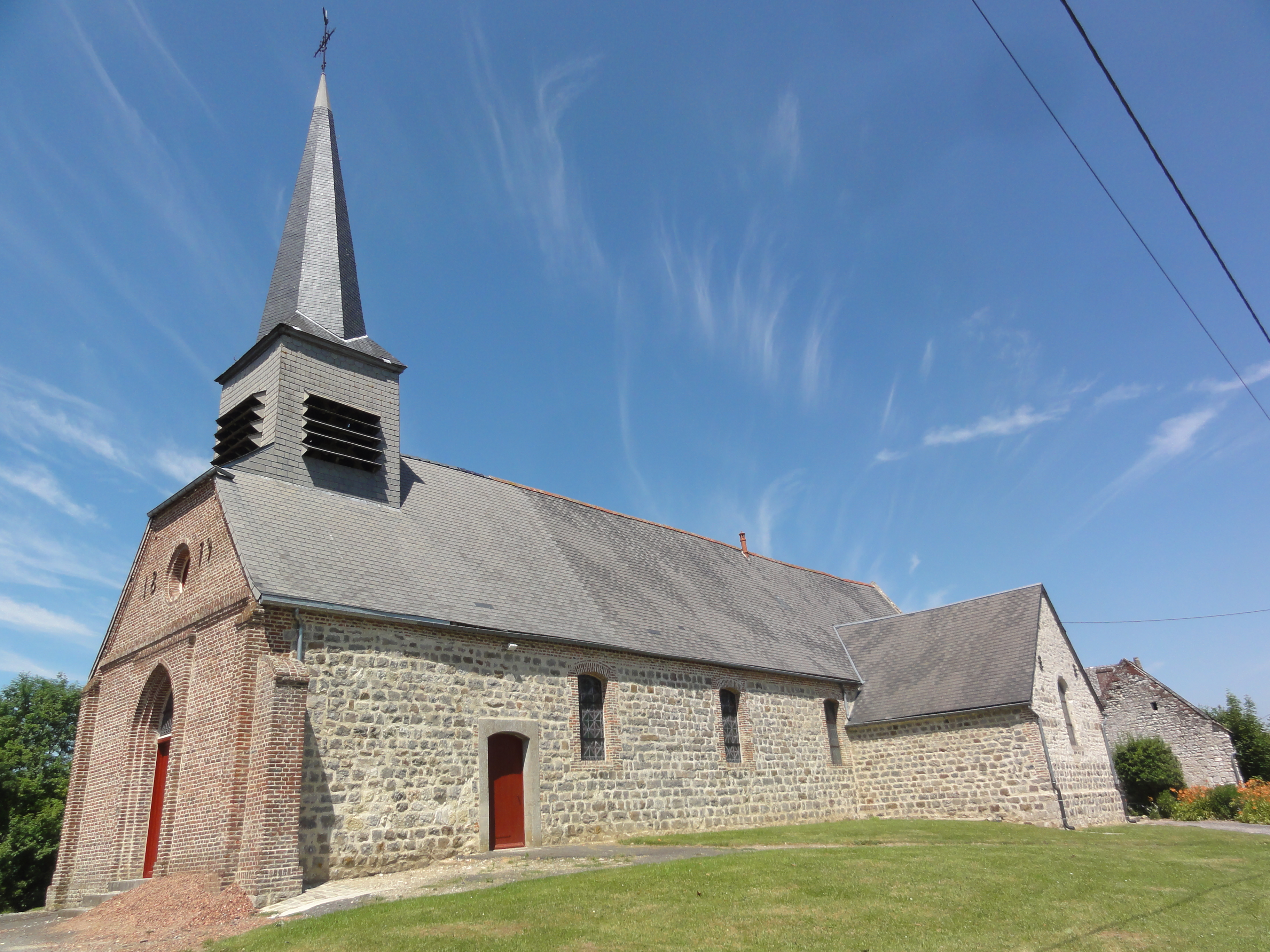
Kirche Saint-Médard
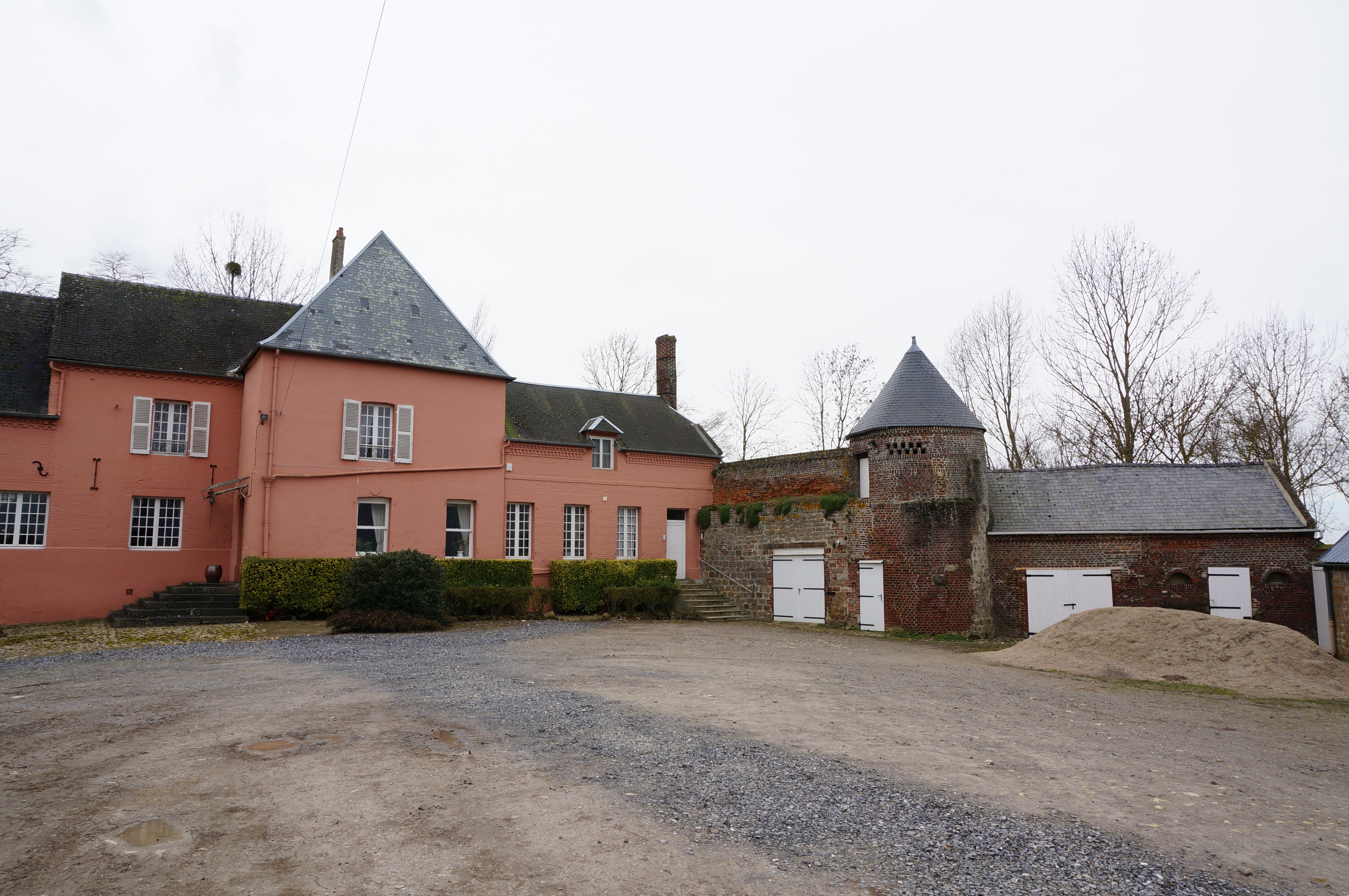
Schloss
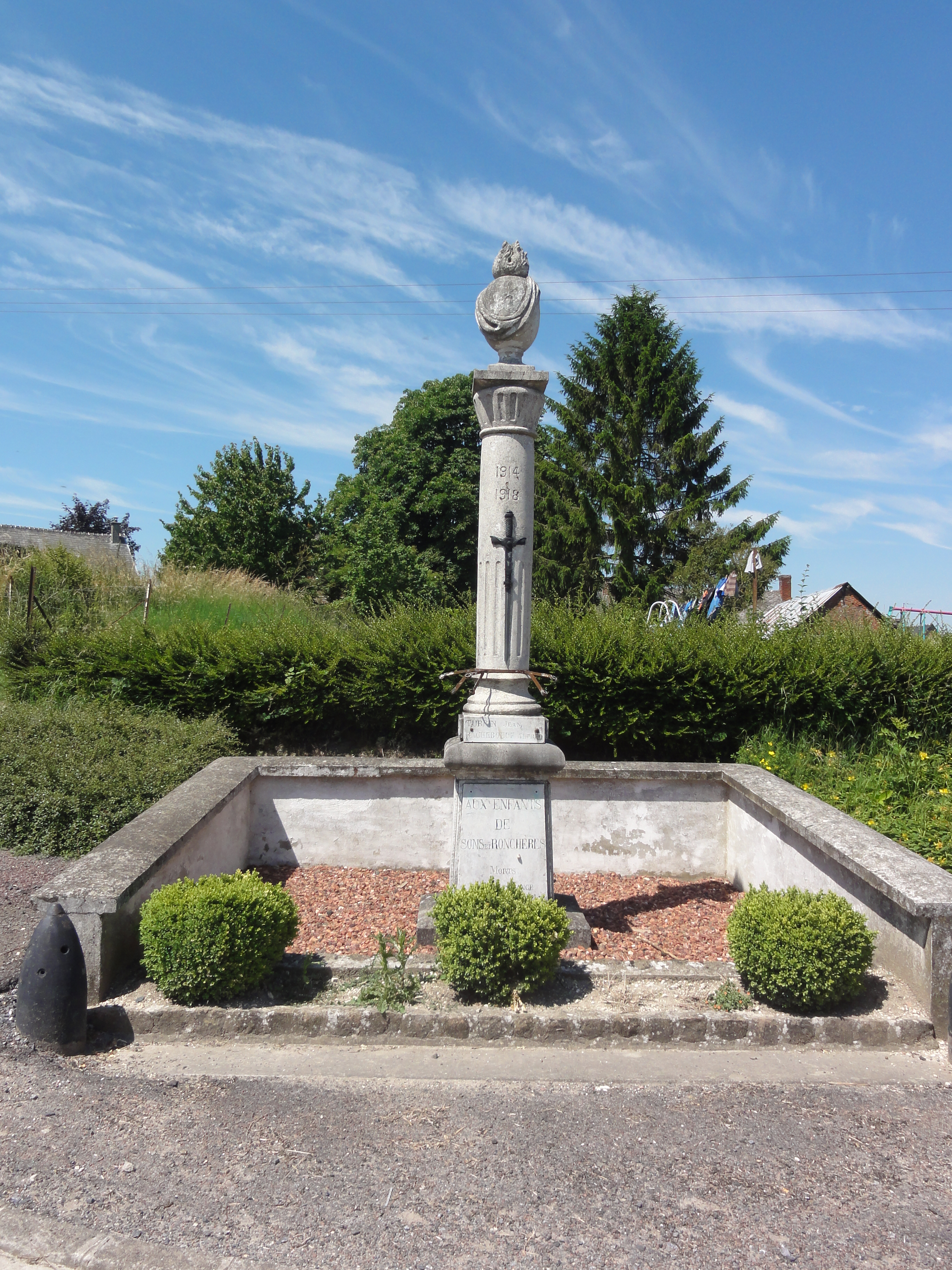
Gefallenendenkmal

- Kirche Saint-Médard
- Schloss
- Gefallenendenkmal